# Eleutherodactylus cruentus
Pristimantis cruentus là một loài ếch trong họ Leptodactylidae.
Loài này có ở Costa Rica, Panama, có thể cả Colombia, và có thể cả Nicaragua.
Các môi trường sống tự nhiên của chúng là các khu rừng ẩm ướt đất thấp nhiệt đới hoặc cận nhiệt đới, các khu rừng vùng núi ẩm nhiệt đới hoặc cận nhiệt đới, các đồn điền, vườn nông thôn, và các khu rừng trước đây bị suy thoái nặng nề. Loài này đang bị đe dọa do mất môi trường sống.

## Hình ảnh

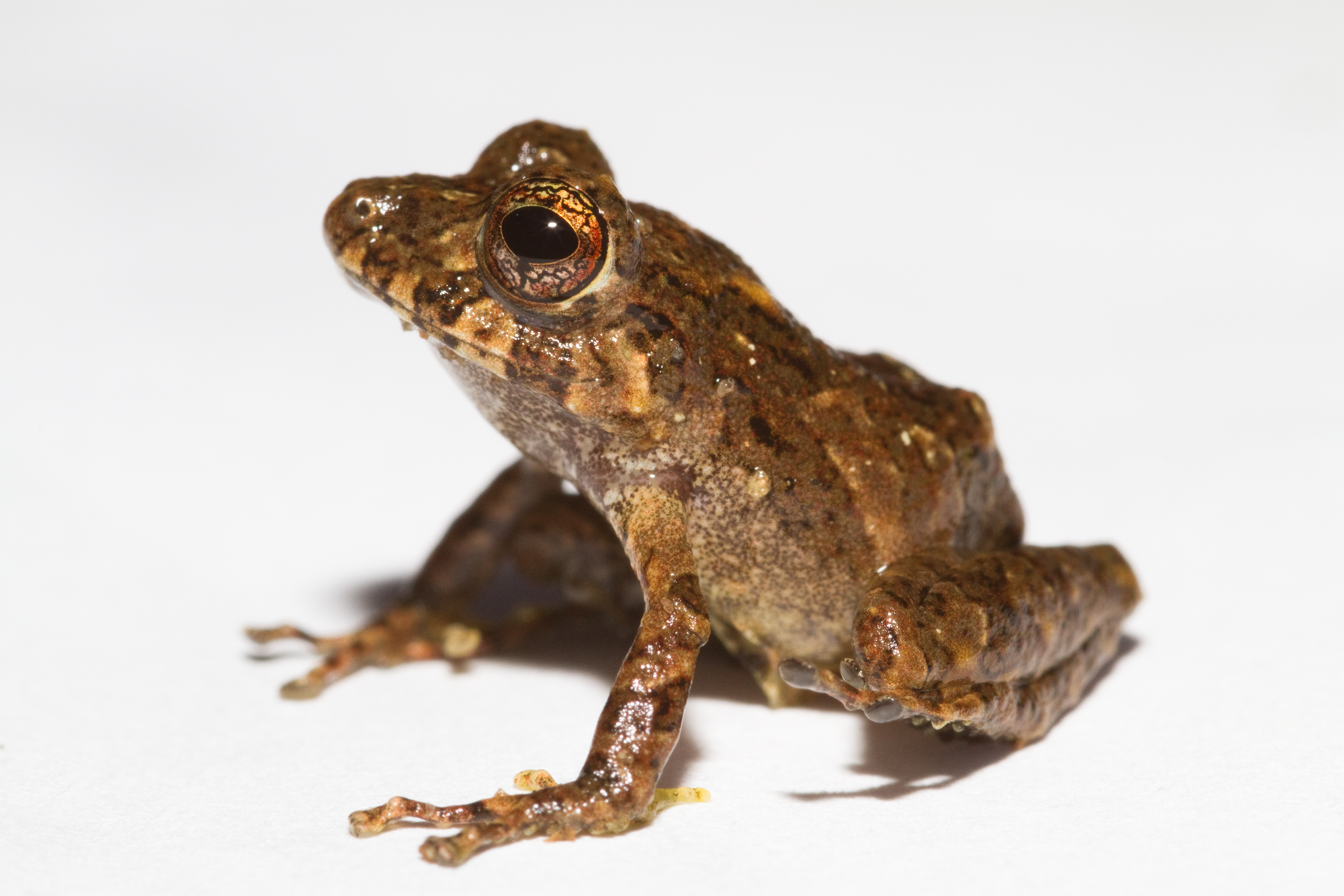
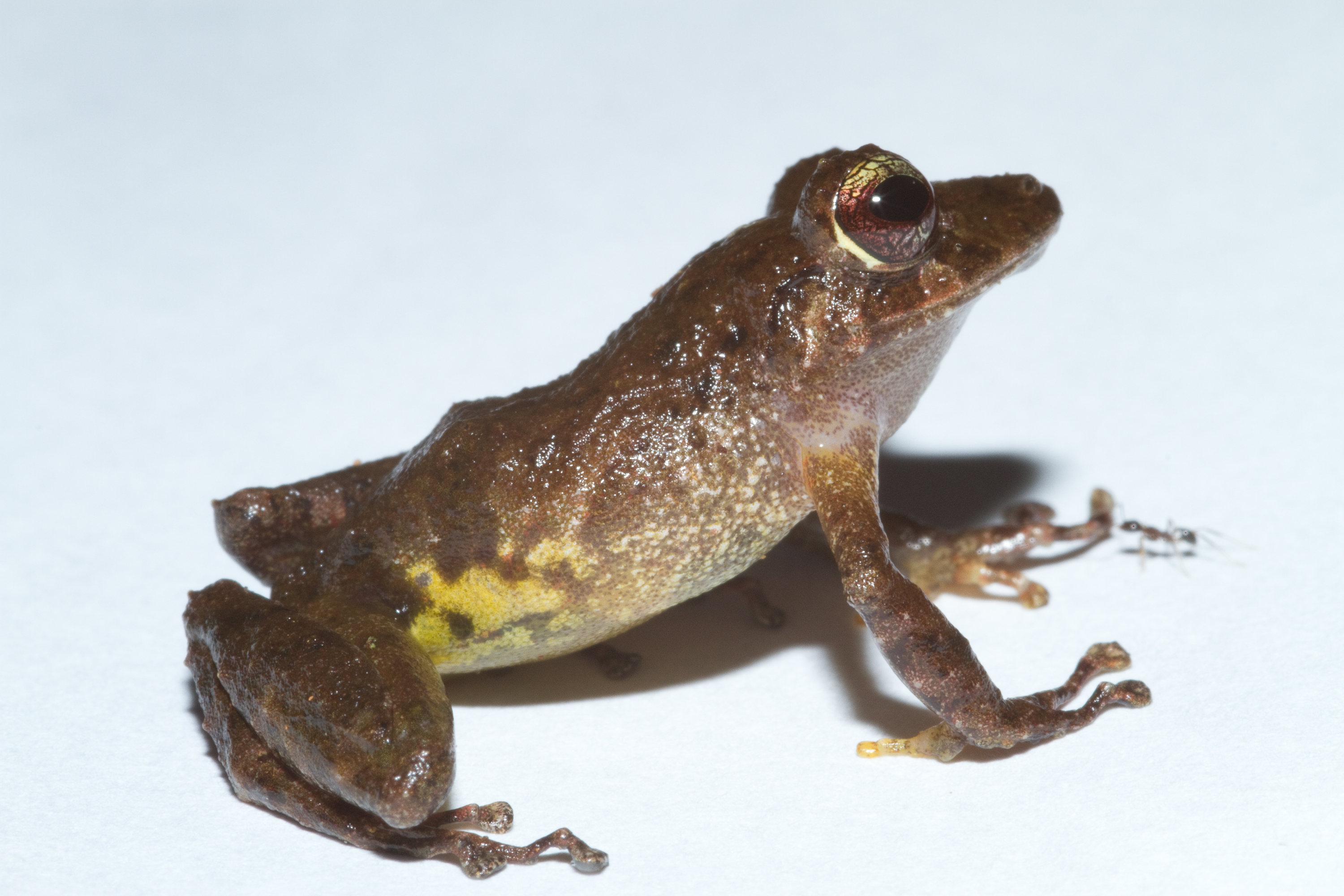
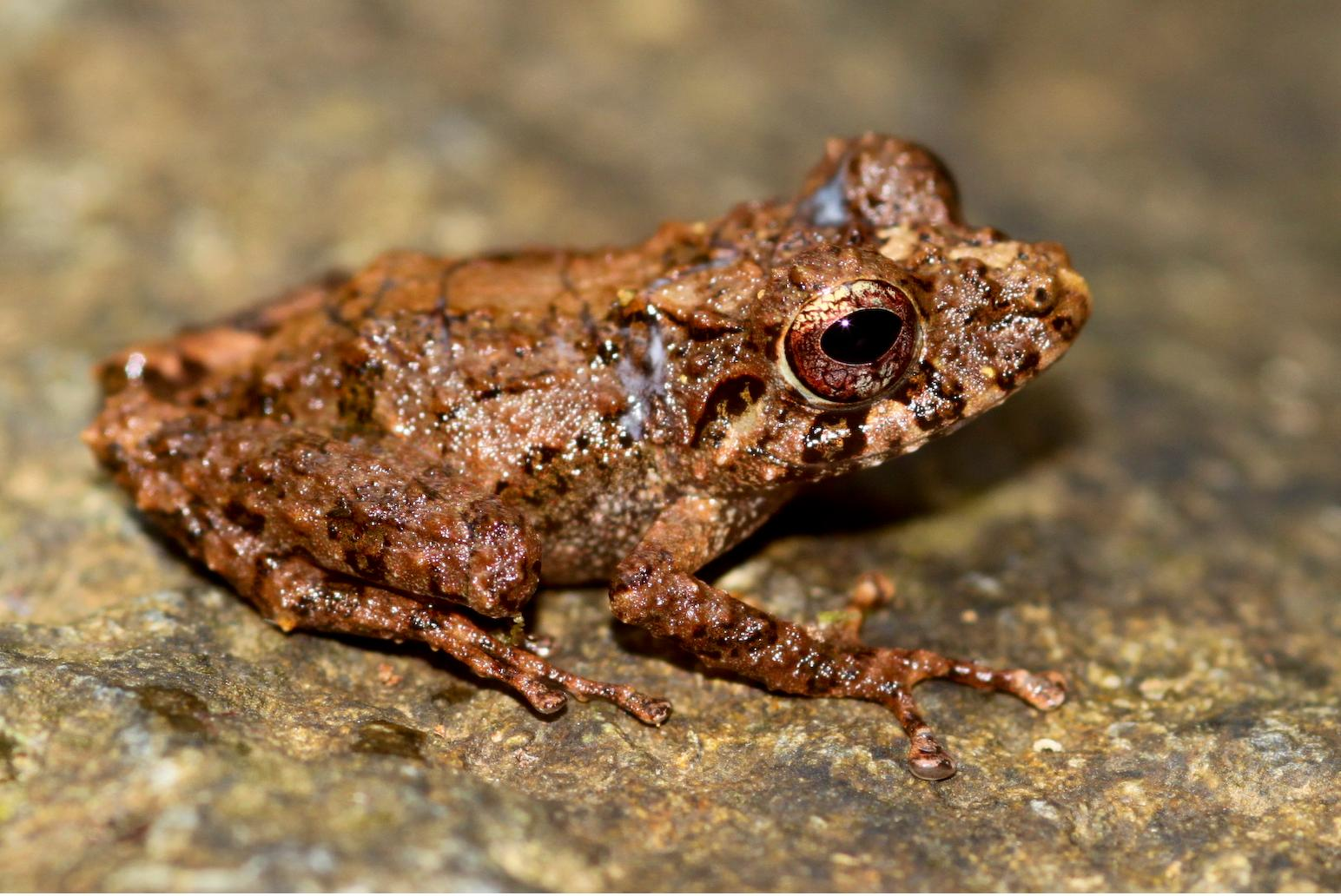
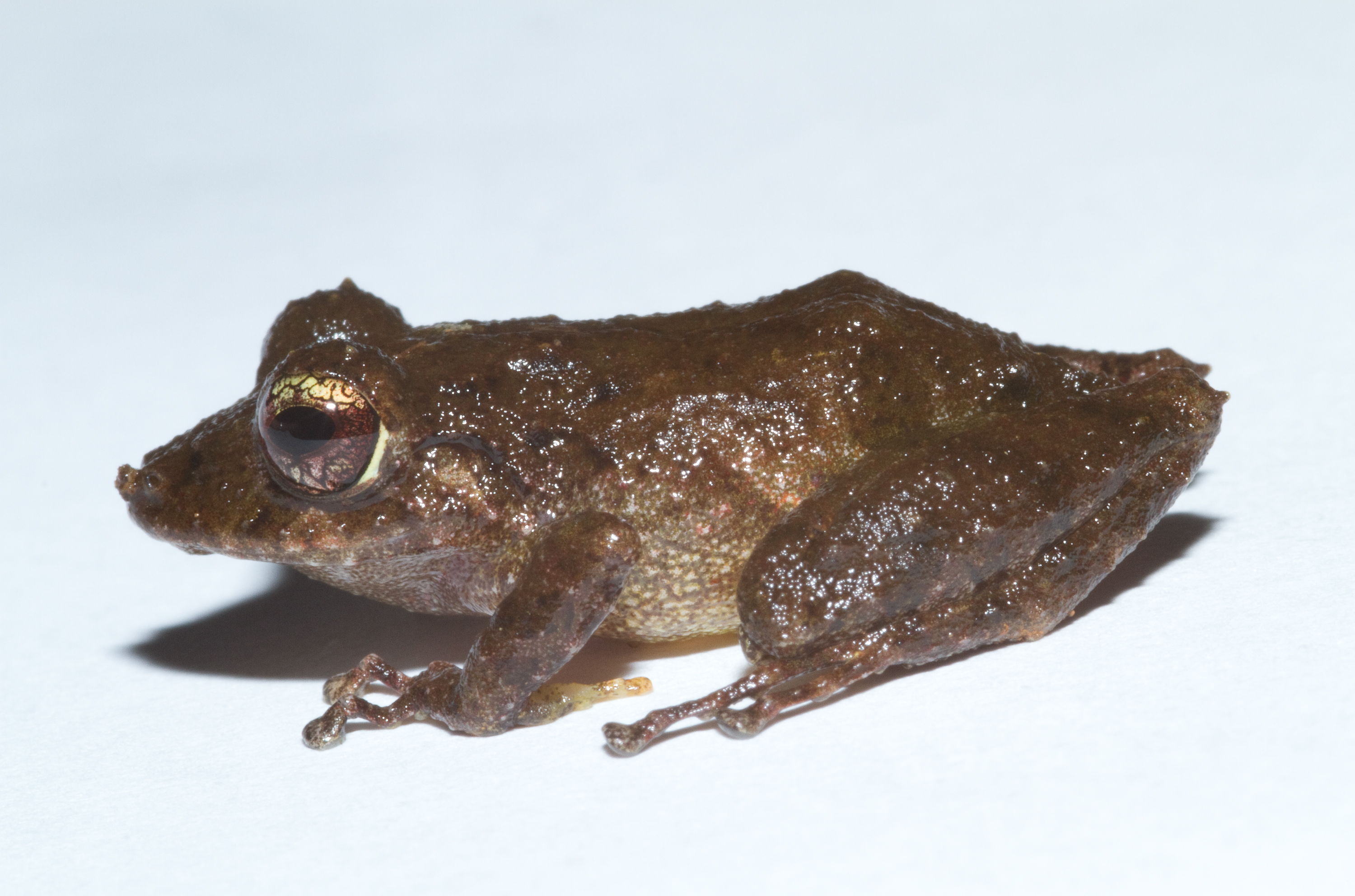